# Exocet
Exocet (hrv. Leteća riba) je protubrodski projektil kojeg su dizajnirale francuske tvrtke Nord Aviation i Aérospatiale dok je njihovim spajanjem započela zajednička proizvodnja. Danas rakete proizvodi europski konglomerat MBDA čiji član je i Aérospatiale.
Platforme koje se mogu koristiti za lansiranje ovog projektila su:
- ratno brodovlje (MM38)
- podmornice (SM39)
- vojni lovci i helikopteri (AM39)
- obalni lanseri (MM40)

Raketa se može usporediti s američkim Harpoonom, švedskim RBS-15, ruskim Kh-35, kineskim C-802 te britanskim Sea Eagleom.

## Povijest
Razvoj projektila je 1967. godine započela tvrtka Nord Aviation. Ime mu je dodijelio M. Guillot koji je ondje bio tehnički direktor a u prijevodu znači Leteća riba. Francusko ime Exocet je transliteracija latinskog naziva Exocoetus.
1970. dolazi do spajanja avio kompanija Aérospatiale, Nord Aviation i Sud Aviation. Tako je stvoren jaki konzorcij na čelu s Aérospatialeom koji je nastavio s daljnjim razvojem Exoceta i njegovom kasnijom proizvodnjom.

## Karakeristike
Najprije je razvijena inačica MM38 koja je namijenjena jurišnim zadaćama malih i srednjih ratnih brodova (ophodni brodovi, fregate, korvete i razarači). Njihova zadaća bila je da ostvare što više učinkovitih pogodaka na veće brodove, npr. nosač zrakoplova. Tijekom prve polovice leta bili su navođeni inercijskim navigacijskim sustavom nakon čega se aktivira aktivno radarsko navođenje do samog cilja i udara. Exocet koristi nisku visinu leta, najčešće metar do dva iznad morske površine kako bi bio izvan radarskog dometa s ciljem da protivnik ne otkrije dolazni udar ali i zbog zaštite od obrambenih protumjera. Raketa postaje uočljiva tek na udaljenosti od 6.000 metara što ostavlja malo vremena za reakciju i obranu.
Projektile pokreće motor na kruto gorivo i imaju maksimalni domet od 70 km (38 nmi). S inačicom MM40 iz Block III razvijeni su noviji booster motori na kruto gorivo i turbomlazni motori s kojima je povećan domet na više od 180 km (97 nmi).

## Inačice
- MM38: inačica namijenjena ratnom brodovlju s dometom od 42 km. Više nije u proizvodnji.
- AM38: helikopterska inačica koja nije stigla dalje od testne faze.
- AM39: inačica namijenjena letjelicama (lovci i mornarički zrakoplovi te helikopteri). Domet rakete varira od 50 do 70 km ovisno o visini i brzini leta samog aviona.
- SM39: podmornička inačica koja se lansira iz torpedne cijevi. Nakon izlaska iz cijevi aktivira se motor dok sama raketa ima karakteristike identične onima kod MM40. Može biti ispaljena iz dubine mora što je čini odličnom za diskretne podmorske operacije.
- MM40: ovaj model namijenjen je ratnim brodovima i obalnim obrambenim baterijama. Proizvodio se u tri serije (Block I, Block II i Block III) a domet se kretao od 72 km (kod Block II) do 180 km (kod Block III).

### MM40 Block III
U veljači 2004. godine, Opća uprava za naoružanje (fra. Direction générale de l'armement) koja rukovodi nabavom oružja za potrebe francuske vojske, dodijelila je konglomeratu MBDA ugovor o razvoju i proizvodnji nove inačice projektila MM40 (Block III) koji bi imao povećani domet od 180 km uz uporabu turbomlaznog motora. Specifikacijom se tražilo da na raketi postoje četiri usisnika zraka kako bi se omogućili njeni manevri tijekom velikih G-sila.
MM40 Block III ima GPS sustav navođenja zbog čega može napadati pomorske ciljeve iz različitih kutova te manju ulogu gađanja kopnenih ciljeva. Sam projektil je laganiji od onih iz prethodne serije Block II. Posljednja testiranja ovog modela izvršena su 25. travnja 2007. nakon čega je u listopadu 2008. započela serijska proizvodnja.
Francuska ratna mornarica je u prosincu 2008. naručila 45 ovih projektila koji bi zamijenili starije MM40 iz serije Block II na fregatama klase Horizon i Aquitaine. Međutim, rakete iz serije Block III nisu proizvedene nego je serija Block II konvertirana u Block III. Osim Francuske, MM40 Block III su naručile i mornarice drugih zemalja kao što su Grčka, UAE, Katar, Oman, Maroko, Indonezija i Peru.
Fregata Chevalier Paul bila je prvi ratni brod iz kojeg je ispaljen novi MM40 Block III 18. ožujka 2010.
Brazilska tvrtka Avibras je 2012. godine u suradnji s MBDA-om razvila novi motor za Exocetov projektil koji je testirala brazilska ratna mornarica.

## Povijest upotrebe

### Falklandski rat
Tijekom Falklandskog rata, Exocet je postao poznat diljem svijeta nakon što su argentinski mornarički lovci Dassault Super Étendard s raketama AM39 potopili britanski razarač HMS Sheffield i kontejnerski brod SS Atlantic Conveyor.
4. svibnja 1982. u zračnom napadu je pogođen brod HMS Sheffield te je na trupu napravljena rupa od tri metra ali bojna glava nije eksplodirala iako je dio mornara smatrao da je ipak eksplodirala. Tek je Istražni odbor Kraljevske mornarice donio izvješće prema kojem su dokazi upućivali da bojna glava nije detonirala dok je gorivo iz raketnog motora izazvalo brojne požare na brodu. Ipak, gubitak Sheffielda izazvao je veliki šok za britansku javnost i Vladu.
Atlantic Conveyor bio je kontejnerski brod koji je na brzinu prenamijenjen u brod za transport vojnih zrakoplova, helikoptera i potrebne opreme. Argentinska vojska je 25. svibnja 1982. ispalila projektil na obližnju fregatu, ali je nakon toga preusmjeren na Atlantic Conveyor koji je plovio pod vojnom pratnjom. Eksplozija Exoceta uzrokovala je požar goriva i streljiva koje se prevozilo na brodu. Nakon tri dana, brod je potonuo.
Dvije brodske inačice MM38 uklonjene su sa starog razarača ARA Seguí te su postavljene na improvizirani obalni lanser i jednom raketom je 12. lipnja 1982. pogođen razarač HMS Glamorgan britanske Kraljevske mornarice. Ona je pogodila hangar u kojem su se nalazili Wessex helikopteri s punim spremnicima goriva. Zbog toga je u hangaru došlo do eksplozije. Tek je hitnom intervencijom brodskih časnika i mornara brod spašen. Četiri godine nakon rata, razarač je prodan Čileu.
U godinama koje su uslijedile nakon Falklandskog rata, otkriveno je da su britanska Vlada i obavještajna služba MI6 bili veoma zabrinuti zbog Kraljevske mornarice koja nema adekvatan proturaketni obrambeni sustav koji bi zaštitio ratno brodovlje od Exoceta. Prema jednom od scenarija, teško oštećenje ili potapanje britanskih nosača HMS Invincible i HMS Hermes zbog mogućeg pogotka Exocetima, značajno bi otežalo vraćanje Falklanda pod britansku vlast.
U tom trenutku ključnu ulogu je odigrala britanska premijerka Margaret Thatcher koja je prisilila tadašnjeg francuskog predsjednika Françoisa Mitterranda da joj preda kodove o Exocetima. U protivnom je zaprijetila nuklearnim napadom na Argentinu. Naime, britanska Vlada tada je razmišljala o upotrebi četiri nuklearne podmornice na jugu Atlantika koje bi lansirale nuklearne projektile.

### Iransko-irački rat
Irak je zbog nemogućnosti da ostvari uspješne kopnene napade na Iran, počeo koristiti veliku zračnu flotu s ciljem strateškog bombardiranja kako bi se oštetio gospodarstvo Irana i moral stanovništva. Jedna od meta bili su naftni terminali na otoku Hark čime je započela era tzv. Tankerskog rata. U njemu su obje strane gađale protivničke tankere ali i trgovačke brodove neutralnih zemalja s ciljem da se onemogući bilo kakva trgovina. Irak se u tim napadima, između ostaloga, koristio i zrakoplovima Mirage F1 naoružanim Exocetima.
17. svibnja 1987. došlo je do incidenta kada je irački pilot lovca Mirage F1 greškom ispalio dva Exoceta na američku fregatu USS Stark. U toj nesreći poginulo je 37 američkih mornara dok je 21 ozlijeđen. Sama fregata je bila teško oštećena ali je uspjela sljedećeg dana sama doploviti do Bahreina.
Istim projektilom Irak je 1988. godine teško oštetio supertanker Seawise Giant koji je prevozio iransku naftu izvan Zaljeva.
Tijekom samog rata, neki irački piloti prebjegli su sa svojim letjelicama u Iran. Čak 24 pilota prebjega je doletjelo s francuskim lovcima Mirage F1 naoružanim Exocet projektilima tako da su same letjelice i projektili postali dio naoružanja iranske vojske.

## Korisnici
| Postojeći korisnici | Postojeći korisnici                                         | Postojeći korisnici                 | Postojeći korisnici                                                               | Postojeći korisnici | Postojeći korisnici |
| ------------------- | ----------------------------------------------------------- | ----------------------------------- | --------------------------------------------------------------------------------- | ------------------- | --- |
| Korisnik            | Inačica projektila                                          | Vrijeme narudžbe                    | Vrijeme isporuke                                                                  | Količina            | Platforma / napomena |
| Francuska           | MM38 Exocet MM40 Exocet AM39 Exocet SM39 Exocet             |                                     |                                                                                   |                     | Primarni korisnik. Exocet projektile je koristilo brodovlje Francuske ratne mornarice. |
| Argentina           | MM38 Exocet AM39 Exocet MM40 Exocet                         | 1975. 1979. 1980.                   | 1976. – 1981. 1982. – 1983. – 1984.                                               | 75 30 60            | Razarači klase Type 42, Gearing i Allen M. Sumner te korvete klase Drummond. Mornarički lovci Dassault Super Étendard. Razarači klase Almirante Brown. |
| Bahrein             | MM40 Exocet                                                 | 1979. 1985. 2009.                   | 1984. 1986. – 1989. 2010.                                                         | 20 30 17            | Brzi ophodni ophodni brodovi klase El Fateh. Brzi ophodni brodovi klase El Fateh i korvete klase Al Manama. Nepoznata platforma. |
| Brazil              | MM38 Exocet MM40 Exocet AM39 Exocet MM40 Exocet AM39 Exocet | 1975. 1986. 1989. 1995. 2011.       | 1978. 1989. – 1991. 2010. ???                                                     | 20 80 25 10 30      | Fregate klase Niterói. Korvete klase Inhaúma i fregate klase Niterói. Transportni helikopteri Sikorsky S-61 i SH-3 Sea King. Korveta Barroso. Transportni helikopteri Eurocopter EC725. |
| Brunej              | MM38 Exocet MM40 Exocet                                     | 1976. 2010.                         | 1978. – 1979. 2012.                                                               | 12 20               | Brzi ophodni brodovi klase Waspada. Korvete klase Darussalam. |
| Bugarska            |                                                             |                                     |                                                                                   |                     | Zemlja je kupnjom fregata klase Wielingen od Belgije, u paketu dobila i Exocet protubrodske projektile. |
| Cipar               | MM40 Exocet                                                 | 1989.                               | 1994.                                                                             | 24                  | Obalne obrambene baterije. |
| Čile                | MM38 Exocet MM40 Exocet AM39 Exocet MM40 Exocet SM39 Exocet | 1971. 1973. 1988. 1991. 2003. 2006. | 1973. – 1974. – 1975. 1989. – 2000. 1991. 2004. 2011. – 2012.                     | 16 21 28 20 12      | Fregate klase Leander. Razarači klase Almirante. Fregate klase Leander. Transportni helikopteri Eurocopter Cougar. Fregate klase Type 22. Podmornice klase Scorpène i Type 209. |
| Egipat              | AM39 Exocet                                                 | 1982.                               | 1982. – 1983.                                                                     | 40                  | Nepoznata platforma. |
| Ekvador             | MM38 Exocet MM40 Exocet MM38 Exocet                         | 1974. 1979. 1991. 1995.             | 1976. – 1977. 1982. – 1984. 1991. 1996. – 1998.                                   | 25 75 20 5          | Brzi ophodni brodovi klase TNC-45. Korvete klase Esmeraldas. Fregate klase Leander. Nepoznata platforma. |
| Grčka               | MM40 Exocet AM39 Exocet MM40 Exocet MM40-3 Exoc             | 1991. 1997. 2000. 2003. 2008.       | 1993. – 1994. 1998. – 2003. 2005. – 2006. 2007. 2010. – 2012.                     | 40 50 27 25 30      | Obalne obrambene baterije. Lovci Mirage-2000EG-SG3. Brzi ophodni brodovi klase Roussen. Brzi ophodni brodivi klase Roussen. Brzi ophodni brodovi klase Roussen. |
| Indija              | SM39 Exocet                                                 | 2005.                               | ???                                                                               | 40                  | Podmornice klase Scorpène. |
| Indonezija          | MM38 Exocet MM40 Exocet                                     | 1976. 2004.                         | 1979. – 1981. 2010.                                                               | 60 30               | Fregate klase Fatahillah i Dewantoro te brzi ophodni brodovi klase Mandau. Korvete klase Sigma. |
| Iran                |                                                             |                                     |                                                                                   |                     | Tijekom Iransko-iračkog rata, irački piloti su prebjegli u Iran s lovcima Mirage F1 naoružanim protubrodskim projektilima Exocet. |
| JAR                 | MM40 Exocet                                                 | 2000.                               | 2005.                                                                             | 17                  | Fregate klase Valour. |
| Južna Koreja        | MM38 Exocet                                                 | 1982.                               | 1984. – 1986.                                                                     | 16                  | Korvete klase Pohang. |
| Kamerun             | MM40 Exocet                                                 | 1981.                               | 1984.                                                                             | 15                  | Brzi ophodni brodovi klase P-48S. |
| Katar               | MM40 Exocet AM39 Exocet MM40 Exocet MM40-3 Exoc             | 1980. 1981. 1992. 2010.             | 1982. – 1983. – 1984. 1997. 2012.                                                 | 50 100 20 70 20     | Brzi ophodni brodovi klase Brzi patrolni brodovi klase Combattante-IIICombattante-IIICombattante-III. Obalne obrambene baterije. Transportni helikopteri Westland Sea King. Brzi ophodni brodovi klase Barzan. |
| Kolumbija           | MM40 Exocet                                                 | 1980.                               | 1983. – 1984.                                                                     | 70                  | Fregate klase Almirante Padilla. |
| Kuvajt              | MM40 Exocet AM39 Exocet                                     | 1980. 1983. 1990.                   | 1982. – 1984. 1985. – 1986. 1990. – 1991.                                         | 64 24 8             | Brzi ophodni brodovi klase TNC-45 i FPB 57. Eurocopter Super Puma. Saudijska vojna pomoć tijekom Zaljevskog rata. |
| Libija              | AM39 Exocet                                                 | 1980.                               | 1981.                                                                             | 20                  | Teški transportni helikopteri Aérospatiale Super Frelon. |
| Malezija            | MM38 Exocet MM40 Exocet SM39 Exocet                         | 1970. 1976. 1981. 1993. 2002.       | 1972. – 1973. 1979. 1984. 1996. – 1998. 2003. – 2005. 2008. – 2012.               | 15 30 15 20 30 40   | Brzi ophodni brodovi klase Combattante-II. Brzi ophodni brodovi klase Handalan. Fregate klase Kasturi. Fregate klase Lekiu. Nepoznata platforma. Podmornice klase Scorpène. |
| Maroko              | MM38 Exocet MM40-3 Exoc                                     | 1977. 1999. 2008.                   | 1981. – 1983. 2002. ??? 2012.                                                     | 20 10 ??? 15        | Korvete klase Descubierta i ophodni brodovi klase Lazaga. Fregate klase Floréal. Fregate klase FREMM. Korvete klase Sigma. |
| Njemačka            | MM38 Exocet                                                 | 1970. 1976.                         | 1972. – 1975. 1976. – 1978.                                                       | 150                 | Brzi patrolni brodovi klase Combattante-II. Brzi ophodni brodovi klase Albatros i Gepard te razarači klase Hamburg. |
| Oman                | MM38 Exocet MM40 Exocet MM40-3 Exoc                         | 1976. 1980. 1981. 1986. 1992. 2006. | 1978. 1982. 1983. – 1984. 1989. 1996. – 1997. ???                                 | 4 20 32 20 40 ???   | Brzi ophodni brodovi klase Al Mansur. Brzi ophodni brodovi klase Province. Brzi ophodni brodovi klase Province. Brzi ophodni brodovi klase Province. Korvete klase Qahir Al Amwaj. Korvete klase Khareef. |
| Pakistan            | AM39 Exocet SM39 Exocet                                     | 1974. 1980. 1994.                   | 1975. 1982. – 1983. 1999. – 2006.                                                 | 40 25               | Višenamjenski helikopteri Sikorsky SH-3 Sea King. Lovci Mirage V i višenamjenski helikopteri Sikorsky SH-3 Sea King. Podmornice klase Agosta. |
| Peru                | MM38 Exocet AM39 Exocet MM38 Exocet MM40-3 Exoc             | 1975. 1977. 1982. 1996. 2012.       | 1976. 1980. – 1981. 1985. – 1987. 1998. ???                                       | 17 50 25 4          | Razarači klase Daring. Brzi ophodni brod Velarde. Višenamjenski helikopteri Sikorsky SH-3 Sea King. Nepoznata platforma. Fregate klase Lupo. |
| S. Arabija          | AM-39 Exocet MM-40 Exocet                                   | 1988. 1994.                         | 1990. 2000. – 2005.                                                               | 24 50               | Transportni helikopteri Eurocopter Super Puma. Fregate klase La Fayette. |
| Tajland             | MM38 Exocet MM40 Exocet                                     | 1976. 1983.                         | 1979. – 1980. 1984. – 1985.                                                       | 24 60               | Brzi ophodni brodovi klase Rajcharit. Obalne obrambene baterije. |
| Tunis               | MM40 Exocet                                                 | 1981.                               | 1985.                                                                             | 50                  | Brzi ophodni brodovi klase Combattante-III. |
| Turska              | MM38 Exocet                                                 | 2000.                               | 2002.                                                                             | 24                  | Korvete klase D'Estienne d'Orves. |
| UAE                 | MM40 Exocet AM39 Exocet MM40 Exocet AM39 Exocet MM40-3 Exoc | 1977. 1982. 1986. 1995. 2002. 2006. | 1980. – 1981. 1983. – 1984. 1990. – 1991. 1990. – 1991. 1995. 2003. 2010. – 2012. | 50 24 20 10 30 53   | Brzi ophodni brodovi klase TNC-45. Transportni helikopteri Eurocopter Super Puma. Korvete klase Muray-Jib. Brzi ophodni brodovi klase Mubarraz. Transportni helikopteri Eurocopter Super Puma (u sklopu modernizacije). Nepoznata platforma. Korvete klase Baynunah te vjerojatno ophodni brodovi klase Falaj II i korvete klase Abu Dhabi. |

| Bivši korisnici | Bivši korisnici    | Bivši korisnici  | Bivši korisnici             | Bivši korisnici | Bivši korisnici |
| --------------- | ------------------ | ---------------- | --------------------------- | --------------- | --- |
| Korisnik        | Inačica projektila | Vrijeme narudžbe | Vrijeme isporuke            | Količina        | Platforma / napomena |
| Belgija         | MM38 Exocet        | 1973.            | 1978.                       | 40              | Fregate klase Wielingen (brodovi su kasnije prodani Bugarskoj zajedno s projektilima). |
| Irak            | AM39 Exocet        | 1978. 1983.      | 1979. – 1981. 1983. – 1988. | 72 280          | Teški transportni helikopteri Aérospatiale Super Frelon (njihovim povlačenjem prestala je i uporaba Exocet projektila). Lovci Mirage F1 i Super Étendard (njihovim povlačenjem prestala je i uporaba Exocet projektila, dok su neki irački piloti aviona Mirage F1 prebjegli u Iran opremljeni s tim projektilima) |
| UK              | MM38 Exocet        | 1971.            | 1973. – 1983.               | 300             | Ratno brodovlje Kraljevske mornarice. Offset posao u kojem se 17% dijelova proizvodilo u Britaniji. Exocet je povučen iz uporabe 2002. godine. |
| Venezuela       | AM39 Exocet        | 1988.            | 1991. – 1993.               | 20              | Lovci Mirage V (njihovim povlačenjem prestala je i uporaba Exocet projektila). |

## Vanjske poveznice
- Podaci o projektilu na web stranici proizvođača
- Exocet Block III Anti-Ship Missile Modernizion